# König der Murmelspieler
König der Murmelspieler ist ein US-amerikanisches Filmdrama von Steven Soderbergh aus dem Jahr 1993 nach einem Roman von A. E. Hotchner.

## Handlung
Aaron Kurlander lebt während der Weltwirtschaftskrise mit seiner Familie in einem heruntergekommenen Hotel in St. Louis. Um sein wahres Leben zu verheimlichen, erzählt Aaron in seiner Schule Lügengeschichten über sich und seine Familie. Als seine Mutter ins Krankenhaus eingewiesen wird und sein Vater beruflich verreist, ist der 12-Jährige plötzlich auf sich allein gestellt.

## Kritiken
„Sepiatöne und Scope-Kamera bestimmen das mitunter recht düstere Geschehen des Films, dessen märchenhafter Schluß zu sehr den gängigen Hollywood-Klischees entspricht. Ein wenig ärgerlich in der Ideologie und enttäuschend, weil der zentrale Vater-Sohn-Konflikt keine überzeugende Auflösung findet.“